# FIBA EuroCup Challenge 2006-2007
Navigation
Édition précédente
Le FIBA EuroCup Challenge de basket-ball 2006-2007 est la 5e et dernière édition de la quatrième compétition européenne de clubs dans la hiérarchie du basket-ball européen.

## Équipes participantes
| République tchèque | 3 | Mlékárna Kunín          | Prostějov           | A plus OHL ŽS Brno |
| Chypre             | 2 | Keravnós Strovólou      | Apollon Limassol BC |                    |
| Islande            | 2 | Keflavík                | UMFN Njardvik       |                    |
| Ukraine            | 2 | Dnipro                  | BK Tcherkassy Mavpy |                    |
| Estonie            | 1 | Tartu Rock              |                     |                    |
| Grèce              | 1 | Olympiada Patras        |                     |                    |
| Israël             | 1 | Hapoël Galil Elyon      |                     |                    |
| Roumanie           | 1 | U-Mobitelco Cluj-Napoca |                     |                    |
| Russie             | 1 | CSK VVS Samara          |                     |                    |
| Suède              | 1 | Holmen Norrköping       |                     |                    |
| Suisse             | 1 | Boncourt                |                     |                    |

## Saison régulière
|  | Les deux premiers de chaque groupe sont qualifiés pour les quarts de finale. |
|  | Éliminés                                                                     |

|    | Équipe             | MJ | G | P | Pp  | Pc  | Diff | Tie-break |
| -- | ------------------ | -- | - | - | --- | --- | ---- | --------- |
| 1. | Prostějov          | 6  | 4 | 2 | 506 | 488 | +18  | 1–1 (+1)  |
| 2. | Keravnós Strovólou | 6  | 4 | 2 | 479 | 477 | +2   | 1–1 (-1)  |
| 3. | Olympiada Patras   | 6  | 3 | 3 | 473 | 448 | +25  |           |
| 4. | Hapoël Galil Elyon | 6  | 1 | 5 | 502 | 547 | −45  |           |

|    | Équipe                  | J | V | D | Pp  | Pc  | Diff | Tie-break |
| -- | ----------------------- | - | - | - | --- | --- | ---- | --------- |
| 1. | U-Mobitelco Cluj-Napoca | 6 | 4 | 2 | 477 | 494 | −17  | 2–0 (+10) |
| 2. | Keravnós Strovólou      | 6 | 4 | 2 | 522 | 491 | +31  | 0–2 (-10) |
| 3. | A plus OHL ŽS Brno      | 6 | 3 | 3 | 470 | 440 | +30  |           |
| 4. | Boncourt                | 6 | 1 | 5 | 448 | 492 | −44  |           |

|    | Équipe              | J | P | D | Pp  | Pc  | Diff | Tie-break |
| -- | ------------------- | - | - | - | --- | --- | ---- | --------- |
| 1. | CSK VVS Samara      | 6 | 5 | 1 | 495 | 446 | +49  |           |
| 2. | BK Tcherkassy Mavpy | 6 | 4 | 2 | 544 | 518 | +26  |           |
| 3. | Tartu Rock          | 6 | 3 | 3 | 508 | 497 | +11  |           |
| 4. | UMFN Njardvik       | 6 | 0 | 6 | 501 | 583 | −82  |           |

|    | Équipe            | J | P | D | Pp  | Pc  | Diff | Tie-break |
| -- | ----------------- | - | - | - | --- | --- | ---- | --------- |
| 1. | Dnipro            | 6 | 5 | 1 | 495 | 446 | +49  |           |
| 2. | Mlékárna Kunín    | 6 | 4 | 2 | 540 | 478 | +62  |           |
| 3. | Holmen Norrköping | 6 | 2 | 4 | 510 | 549 | −39  |           |
| 4. | Keflavík          | 6 | 1 | 5 | 544 | 616 | −72  |           |

## Quarts de finale
Les quarts de finale se jouent en deux manches en cumulant les scores des deux matches. Les matches aller se disputent le 11 janvier, les matches retour se disputent le 18 janvier.
| Équipe 1            | Score   | Équipe 2                | Aller | Retour |
| ------------------- | ------- | ----------------------- | ----- | ------ |
| Keravnós Strovólou  | 166–157 | Prostějov               | 75–76 | 91–81  |
| Apollon Limassol BC | 168–146 | U-Mobitelco Cluj-Napoca | 82–71 | 86–75  |
| Mlékárna Kunín      | 133–165 | CSK VVS Samara          | 64–84 | 69–81  |
| BK Tcherkassy Mavpy | 169–175 | Dnipro                  | 89–87 | 80–88  |

## Demi-finales
Les demi-finales se jouent en deux manches en cumulant les scores des deux matches. Les matches aller se disputent le 28 février et le 1er mars. Les matches retour se disputent le 8 mars.
| Équipe 1              | Score   | Équipe 2       | Aller | Retour |
| --------------------- | ------- | -------------- | ----- | ------ |
| Keravnós Strovólou    | 163–138 | Dnipro         | 72–67 | 91–71  |
| Pizza Express Apollon | 127–151 | CSK VVS Samara | 77–75 | 50–76  |

## Finale
| Équipe 1           | Score   | Équipe 2       | Aller | Retour |
| ------------------ | ------- | -------------- | ----- | ------ |
| Keravnós Strovólou | 166–184 | CSK VVS Samara | 85–83 | 81–101 |

| Vainqueur du FIBA EuroCup Challenge 2006-2007 |
| --------------------------------------------- |
| CSK VVS Samara 1er titre                      |

## Statistiques individuelles

### Points
| Rang | Joueur             | Équipe                  | Total | PPM  |
| ---- | ------------------ | ----------------------- | ----- | ---- |
| 1    | LeVar Seals        | U-Mobitelco Cluj-Napoca | 183   | 22.9 |
| 2    | Thomas Soltau      | Keflavík                | 136   | 22.6 |
| 3    | Nikita Shabalkin   | CSK VVS Samara          | 270   | 22.5 |
| 4    | Jeb Ivey           | UMFN Njardvik           | 127   | 21.2 |
| 5    | Fridrik Stefánsson | UMFN Njardvik           | 549   | 16.1 |

### Rebonds
| Rang | Joueur             | Équipe                | Total | RPM  |
| ---- | ------------------ | --------------------- | ----- | ---- |
| 1    | Erroyl Bing        | Boncourt              | 78    | 13.0 |
| 2    | Jonathan Oden      | Pizza Express Apollon | 100   | 10.0 |
| 3    | Fridrik Stefánsson | UMFN Njardvik         | 60    | 10.0 |
| 4    | Donatas Zavackas   | Dnipro                | 96    | 9.6  |
| 5    | Petr Benda         | A plus OHL ŽS Brno    | 549   | 16.1 |

### Passes décisives
| Rang | Joueur            | Équipe                | Total | PPM |
| ---- | ----------------- | --------------------- | ----- | --- |
| 1    | Omar Cook         | CSK VVS Samara        | 80    | 6.7 |
| 2    | Ivan Tomeljak     | Pizza Express Apollon | 49    | 4.9 |
| 3    | Giorgi Tsintsadze | Tartu Rock            | 29    | 4.8 |
| 4    | Tanel Tein        | Tartu Rock            | 26    | 4.3 |
| 5    | Štěpán Vrubl      | A plus OHL ŽS Brno    | 25    | 4.2 |